# Спенсер, Леонард Джеймс
Леонард Джеймс Спенсер (Leonard James Spenser; 7 июля 1870, Вустер — 14 апреля 1959, Лондон) — британский минералог и метеоритчик, хранитель минералогической коллекции Британского музея (1927—1935), почётный член Королевского геологического общества Корнуолла, награждён Орденом Британской империи, а также медалью Болито.

## Биография
Родился 7 июля 1870 года в Вустере.
В 1929 году изучал в Африке метеориты Гибеон и Гоба.
Был президентом Минералогического общества Великобритании и Ирландии с 1936 по 1939 год.
В минералогии описал несколько новых минералов, в том числе миерсит, тарбуттит и парахопеит.
Куратор геологических и метеоритных коллекций в Британском музее (с 1894), редактора и библиографа.
Был третьим учёным, получившим Медаль Роблинга, высшую награду Американского минералогического общества.
Написал 146 статей для Британской энциклопедии (11-е издание).
Составил более 800 рефератов публикаций русских и советских учёных, поддерживал связи с В. И. Вернадским.
Отрицал наличие кратеров падения от метеоритов на Земле и Луне, только кратеры взрыва.
Скончался 14 апреля 1959 года в Лондоне

## Семья
Его дочь Пенелопа Спенсер стала успешной танцовщицей и хореографом вольного стиля.

## Награды и премии
- Орден Британской империи
- Медаль Болито
- Медаль Рёблинга

## Членство в организациях
- Лондонское королевское общество
- Королевское геологическое общество Корнуолла, почётный член